# Petras Baguška
Petras Baguška (* 24. Juli 1941 in Paškoniai, Rajongemeinde Pasvalys, Litauen) ist ein litauischer Jurist und Politiker. Von 2006 bis 2008 war er Justizminister von Litauen.

## Leben
Baguška studierte 1966 bis 1972 Jura an der Universität Vilnius und 1974 bis 1976 an der Hochschule der KPdSU in Leningrad. Es folgte ein Wirtschaftsstudium an der Landwirtschaftlichen Akademie (1981–1985).
Er arbeitete in verschiedenen Positionen in den Kommunalverwaltungen der Kreise Pasvalys, Kupiškis sowie bei der Landwirtschaftsbank in Kėdainiai. Über die Tätigkeit in Kėdainiai gelangte er in die nationale Politik als der Unternehmer Viktor Uspaskich aus Kėdainiai seine eigene Partei, die Arbeitspartei, gründete. 2003–2005 war Petras Baguška Mitglied der Arbeitspartei und zog für sie im November 2004 in das litauische Parlament ein. Nach seinem Austritt aus der Fraktion der Arbeitspartei am 22. Dezember 2005 war er zunächst fraktionslos, bevor er sich am 2. Mai 2006 der neu gebildeten Fraktion der Bürgerdemokratie (PDP) anschloss. Am 18. Juli 2006 wurde er, von der PDP nominiert, Justizminister im Kabinett von Gediminas Kirkilas. Kurz vor den Wahlen 2008 wechselte er im April 2008 zur Fraktion der Sozialdemokraten. Er konnte sich aber bei den parteiinternen Kandidatenwahlen weder einen Listenplatz, noch einen Wahlkreis für ein Direktmandat sichern. Am 9. Dezember 2008 schied er als Justizminister aus dem Amt.